# Bernon (Fluss)
Der Bernon ist ein Fluss in Frankreich, der im Département Aube in der Region Grand Est verläuft. Er entspringt beim Ort Le Châtelier, im westlichen Gemeindegebiet von Chesley, entwässert in Form einer S-Kurve generell Richtung Nordwest und mündet nach rund 22 Kilometern im Gemeindegebiet von Chessy-les-Prés als linker Nebenfluss in die Armance, einem Nebenfluss des Armançon.

## Orte am Fluss
(Reihenfolge in Fließrichtung)
- Le Châtelier, Gemeinde Chesley
- Prusy
- Coussegrey
- Bernon
- Survannes, Gemeinde Chessy-les-Prés
- Chessy-les-Prés